# Sportclub Westfalia 1904 Herne 1978-1979
Questa voce raccoglie le informazioni riguardanti il Sportclub Westfalia 1904 Herne nelle competizioni ufficiali della stagione 1978-1979.

## Stagione
Nella stagione 1978-1979 il Westfalia Herne, allenato da Gerhard Prokop, concluse il campionato di 2. Bundesliga al 5º posto. In Coppa di Germania il Westfalia Herne fu eliminato al secondo turno dal Colonia.

## Rosa
| N. |                      | Ruolo | Calciatore          |
| -- | -------------------- | ----- | ------------------- |
|    | Germania (bandiera)  | P     | Hans-Jürgen Bradler |
|    | Germania (bandiera)  | P     | Lothar Matuschak    |
|    | Danimarca (bandiera) | D     | Søren Busk          |
|    | Germania (bandiera)  | D     | Hartmut Fromm       |
|    | Germania (bandiera)  | D     | Helmut Gorka        |
|    | Germania (bandiera)  | D     | Günter Kuczinski    |
|    | Germania (bandiera)  | D     | Klaus-Peter Kudella |
|    | Germania (bandiera)  | D     | Werner Lappeneit    |
|    | Germania (bandiera)  | D     | Franz-Josef Laufer  |
|    | Germania (bandiera)  | D     | Bernhard Ochmann    |
|    | Germania (bandiera)  | C     | Herbert Bals        |
|    | Germania (bandiera)  | C     | Klaus Beverungen    |
|    | Germania (bandiera)  | C     | Bernd Brexendorf    |

| N. |                     | Ruolo | Calciatore           |
| -- | ------------------- | ----- | -------------------- |
|    | Germania (bandiera) | C     | Hans-Günter Etterich |
|    | Germania (bandiera) | C     | Lutz Gerresheim      |
|    | Germania (bandiera) | C     | Reinhard Klose       |
|    | Germania (bandiera) | C     | Ralf Kortwinkel      |
|    | Germania (bandiera) | C     | Klaus Santanius      |
|    | Germania (bandiera) | C     | Klaus Scheer         |
|    | Germania (bandiera) | C     | Hartmut Sinnigen     |
|    | Germania (bandiera) | A     | Rainer Fischer       |
|    | Germania (bandiera) | A     | Hans Fos             |
|    | Germania (bandiera) | A     | Hans Fritsche        |
|    | Germania (bandiera) | A     | Heinz-Dieter Greif   |
|    | Germania (bandiera) | A     | Klaus Wolf           |

## Organigramma societario
Area tecnica
- Allenatore: Gerhard Prokop
- Allenatore in seconda:
- Preparatore dei portieri:
- Preparatori atletici:

## Calciomercato

### Sessione estiva
| Acquisti | Acquisti           | Acquisti              | Acquisti |
| R.       | Nome               | da                    | Modalità |
| -------- | ------------------ | --------------------- | -------- |
| A        | Klaus Wolf         | San Diego Sockers     |          |
| C        | Bernd Brexendorf   | Bremerhaven           |          |
| A        | Hans Fritsche      | Fortuna Colonia       |          |
| D        | Helmut Gorka       | Schalke 04 (juniores) |          |
| A        | Heinz-Dieter Greif | Osnabrück             |          |
| C        | Klaus Santanius    | Schalke 04            |          |

| Cessioni | Cessioni          | Cessioni          | Cessioni |
| R.       | Nome              | a                 | Modalità |
| -------- | ----------------- | ----------------- | -------- |
| A        | Norbert Elgert    | Schalke 04        |          |
| D        | László Harsányi   | San Diego Sockers |          |
| A        | Uwe Höfer         | Schalke 04        |          |
| D        | Hugo Lütkebohmert | Fortuna Colonia   |          |

### Sessione invernale
| Acquisti | Acquisti         | Acquisti  | Acquisti |
| R.       | Nome             | da        | Modalità |
| -------- | ---------------- | --------- | -------- |
| C        | Klaus Beverungen | St. Pauli |          |

| Cessioni | Cessioni | Cessioni | Cessioni |
| R.       | Nome     | a        | Modalità |
| -------- | -------- | -------- | -------- |

## Risultati

### 2. Bundesliga

#### Girone di andata
| Arbitro: | Heymann |

|                                           |           |  |
| Sinnigen 43’ Bals 60’ Busk 79’ Scheer 86’ | Marcatori |  |

| Arbitro: | Ohmsen |

|                             |           |                   |
| Tönsfeldt 47’ Haltenhof 62’ | Marcatori | 53’ (rig.) Laufer |

| Arbitro: | Filipiak |

|                   |           |                            |
| Fos 38’ Gorka 83’ | Marcatori | 10’, 81’ Wagner 12’ Schock |

| Arbitro: | Kohnen |

|           |           |             |
| Fagot 55’ | Marcatori | 73’ Ochmann |

| Arbitro: | Kasperowski |

|             |           |            |
| Ochmann 64’ | Marcatori | 75’ Demuth |

| Arbitro: | Kornrumpf |

|               |           |                                 |
| Nerlinger 29’ | Marcatori | 57’ Bals 71’ Gerresheim 76’ Fos |

| Arbitro: | Wippker |

|  |           |                 |
|  | Marcatori | 66’, 88’ Mauthe |

| Solingen 17 settembre 1978 8ª giornata | Union Solingen | 0 – 0 referto | Westfalia Herne | Stadion am Hermann-Löns-Weg (3 700 spett.)\| Arbitro: \| Prinz \| |
| Arbitro:                               | Prinz          |               |                 |                                                                   |

| Arbitro: | Rieb |

|                     |           |                          |
| Scheer 56’ Wolf 70’ | Marcatori | 2’ Bönighausen 85’ Ehmke |

| Arbitro: | Kespohl |

|  |           |                               |
|  | Marcatori | 35’ Bals 69’ Ochmann 76’ Wolf |

| Arbitro: | Assenmacher |

|                                                          |           |                                   |
| Gerresheim 13’ Bals 50’ (rig.) Scheer 58’ Brexendorf 78’ | Marcatori | 63’ Schatzschneider 70’ Rieländer |

| Arbitro: | Gabor |

|              |           |         |
| Petković 24’ | Marcatori | 11’ Fos |

| Arbitro: | Risse |

|  |           |             |
|  | Marcatori | 7’ Bertrams |

| Arbitro: | Eschenbach |

|                                |           |                |
| Lüttges 9’ Funkel 17’ Götz 79’ | Marcatori | 27’ Brexendorf |

| Arbitro: | Glasneck |

|                                    |           |  |
| Scheer 8’ Fritsche 22’ Ochmann 62’ | Marcatori |  |

| Arbitro: | Gabriel |

|               |           |              |
| Schaffeld 85’ | Marcatori | 78’ Sinnigen |

| Arbitro: | Richter |

|              |           |                         |
| Fritsche 23’ | Marcatori | 20’ Arbinger 50’ Hansen |

| Arbitro: | Hennig |

|                |           |  |
| Gerresheim 55’ | Marcatori |  |

| Arbitro: | Eggers |

|                   |           |            |
| Herzog 56’ (rig.) | Marcatori | 61’ Scheer |

#### Girone di ritorno
| Arbitro: | Weber |

|              |           |              |
| Bebensee 80’ | Marcatori | 84’ Fritsche |

| Arbitro: | Wippker |

|                            |           |  |
| Beverungen 4’ Sinnigen 83’ | Marcatori |  |

| Arbitro: | Barnick |

|                              |           |              |
| Schock 41’ (rig.) Wagner 59’ | Marcatori | 88’ Fritsche |

| Arbitro: | Möller |

|                 |           |                  |
| Ochmann 4’, 81’ | Marcatori | 68’ (rig.) Fagot |

| Amburgo 24 maggio 1979 24ª giornata | St. Pauli | 0 – 0 referto | Westfalia Herne | Wilhelm-Koch-Stadion (1 000 spett.)\| Arbitro: \| Osmers \| |
| Arbitro:                            | Osmers    |               |                 |                                                             |

| Arbitro: | Brückner |

|                                             |           |                |
| Brexendorf 26’ Ochmann 32’ Fos 85’ Busk 88’ | Marcatori | 62’ Jendrossek |

| Arbitro: | Kohnen |

|           |           |              |
| Keese 72’ | Marcatori | 70’ Fritsche |

| Arbitro: | Schön |

|                                 |           |                   |
| Bals 2’ Beverungen 35’ Wolf 90’ | Marcatori | 68’, 70’ de Vries |

| Arbitro: | Brückner |

|             |           |                                         |
| Klinger 25’ | Marcatori | 21’ Beverungen 41’ Laufer 62’ Kuczinski |

| Arbitro: | Burgers |

|                            |           |  |
| Sinnigen 44’, 47’ Wolf 59’ | Marcatori |  |

| Arbitro: | Mölm |

|            |           |  |
| Mertes 64’ | Marcatori |  |

| Arbitro: | Malbranc |

|                  |           |             |
| Fuchs 35’ (aut.) | Marcatori | 83’ Jürgens |

| Arbitro: | Richter |

|                               |           |                                                                  |
| Schütt 4’ Stradt 43’ Kehr 49’ | Marcatori | 14’ Bals 53’ Sinnigen 67’ Fritsche 82’ Brexendorf 88’ Beverungen |

| Arbitro: | Rieb |

|                                    |           |                          |
| Ochmann 5’ Gerresheim 17’ Wolf 56’ | Marcatori | 7’ Raschid 61’ Brinkmann |

| Arbitro: | Kindervater |

|  |           |                          |
|  | Marcatori | 21’, 57’, 84’ Beverungen |

| Arbitro: | Weber |

|                  |           |             |
| Ochmann 33’, 88’ | Marcatori | 73’ Schmitt |

| Arbitro: | Lins |

|                            |           |               |
| Schmitz 8’ Stolzenburg 24’ | Marcatori | 1’ Brexendorf |

| Arbitro: | Weber |

|                                       |           |  |
| Mödrath 33’ Ludwig 37’, 49’ Gless 43’ | Marcatori |  |

| Arbitro: | Heitmann |

|  |           |              |
|  | Marcatori | 74’ Gelsdorf |

### Coppa di Germania
| Arbitro: | Barnick |

|  |           |                                            |
|  | Marcatori | 2’ Ochmann 71’ Bals 75’ Gerresheim 78’ Fos |

| Arbitro: | Redelfs |

|                           |           |                                                        |
| Bals 6’ (rig.) Scheer 72’ | Marcatori | 29’ Littbarski 36’ (rig.) Zimmermann 52’ (aut.) Laufer |

## Statistiche

### Statistiche di squadra
| Competizione      | Punti | In casa | In casa | In casa | In casa | In casa | In casa | In trasferta | In trasferta | In trasferta | In trasferta | In trasferta | In trasferta | Totale | Totale | Totale | Totale | Totale | Totale | DR  |
| Competizione      | Punti | G       | V       | N       | P       | Gf      | Gs      | G            | V            | N            | P            | Gf           | Gs           | G      | V      | N      | P      | Gf     | Gs     | DR  |
| ----------------- | ----- | ------- | ------- | ------- | ------- | ------- | ------- | ------------ | ------------ | ------------ | ------------ | ------------ | ------------ | ------ | ------ | ------ | ------ | ------ | ------ | --- |
| 2. Bundesliga     | 43    | 19      | 11      | 3       | 5       | 38      | 22      | 19           | 5            | 8            | 6            | 27           | 25           | 38     | 16     | 11     | 11     | 65     | 47     | +18 |
| Coppa di Germania | -     | 1       | 0       | 0       | 1       | 2       | 3       | 1            | 1            | 0            | 0            | 4            | 0            | 2      | 1      | 0      | 1      | 6      | 3      | +3  |
| Totale            | 43    | 20      | 11      | 3       | 6       | 40      | 25      | 20           | 6            | 8            | 6            | 31           | 25           | 40     | 17     | 11     | 12     | 71     | 50     | +21 |

### Andamento in campionato
| Giornata  | 1 | 2 | 3  | 4  | 5  | 6 | 7  | 8  | 9  | 10 | 11 | 12 | 13 | 14 | 15 | 16 | 17 | 18 | 19 | 20 | 21 | 22 | 23 | 24 | 25 | 26 | 27 | 28 | 29 | 30 | 31 | 32 | 33 | 34 | 35 | 36 | 37 | 38 |
| --------- | - | - | -- | -- | -- | - | -- | -- | -- | -- | -- | -- | -- | -- | -- | -- | -- | -- | -- | -- | -- | -- | -- | -- | -- | -- | -- | -- | -- | -- | -- | -- | -- | -- | -- | -- | -- | -- |
| Luogo     | C | T | C  | T  | C  | T | C  | T  | C  | T  | C  | T  | C  | T  | C  | T  | C  | C  | T  | T  | C  | T  | C  | T  | C  | T  | C  | T  | C  | T  | C  | T  | C  | T  | C  | T  | T  | C  |
| Risultato | V | P | P  | N  | N  | V | P  | N  | N  | V  | V  | N  | P  | P  | V  | N  | P  | V  | N  | N  | V  | P  | V  | N  | V  | N  | V  | V  | V  | P  | N  | V  | V  | V  | V  | P  | P  | P  |
| Posizione | 1 | 6 | 14 | 12 | 13 | 8 | 13 | 11 | 11 | 9  | 5  | 6  | 7  | 10 | 7  | 6  | 9  | 6  | 7  | 8  | 5  | 8  | 7  | 7  | 6  | 6  | 6  | 6  | 5  | 6  | 6  | 5  | 5  | 4  | 4  | 5  | 5  | 5  |

Legenda:

Luogo: C = Casa; T = Trasferta. Risultato: V = Vittoria; N = Pareggio; P = Sconfitta.

### Statistiche dei giocatori
| Giocatore     | 2. Bundesliga | 2. Bundesliga | 2. Bundesliga | 2. Bundesliga | Coppa di Germania | Coppa di Germania | Coppa di Germania | Coppa di Germania | Totale   | Totale | Totale      | Totale     |
| Giocatore     | Presenze      | Reti          | Ammonizioni   | Espulsioni    | Presenze          | Reti              | Ammonizioni       | Espulsioni        | Presenze | Reti   | Ammonizioni | Espulsioni |
| ------------- | ------------- | ------------- | ------------- | ------------- | ----------------- | ----------------- | ----------------- | ----------------- | -------- | ------ | ----------- | ---------- |
| H. Bals       | 35            | 6             | 3             | 0             | 2                 | 2                 | 0                 | 0                 | 37       | 8      | 3           | 0          |
| K. Beverungen | 20            | 7             | 0             | 0             | 0                 | 0                 | 0                 | 0                 | 20       | 7      | 0           | 0          |
| H. Bradler    | 6             | 0             | 0             | 0             | 1                 | 0                 | 0                 | 0                 | 7        | 0      | 0           | 0          |
| B. Brexendorf | 37            | 5             | 3             | 0             | 2                 | 0                 | 0                 | 0                 | 39       | 5      | 3           | 0          |
| S. Busk       | 35            | 2             | 1             | 0             | 2                 | 0                 | 0                 | 0                 | 37       | 2      | 1           | 0          |
| H. Etterich   | 8             | 0             | 1             | 0             | 1                 | 0                 | 0                 | 0                 | 9        | 0      | 1           | 0          |
| R. Fischer    | 1             | 0             | 1             | 0             | 0                 | 0                 | 0                 | 0                 | 1        | 0      | 1           | 0          |
| H. Fos        | 20            | 4             | 2             | 0             | 1                 | 1                 | 0                 | 0                 | 21       | 5      | 2           | 0          |
| H. Fritsche   | 24            | 6             | 4             | 0             | 0                 | 0                 | 0                 | 0                 | 24       | 6      | 4           | 0          |
| H. Fromm      | 2             | 0             | 0             | 0             | 0                 | 0                 | 0                 | 0                 | 2        | 0      | 0           | 0          |
| L. Gerresheim | 36            | 4             | 7             | 0             | 2                 | 1                 | 0                 | 0                 | 38       | 5      | 7           | 0          |
| H. Gorka      | 24            | 1             | 2             | 0             | 2                 | 0                 | 0                 | 0                 | 26       | 1      | 2           | 0          |
| H. Greif      | 1             | 0             | 0             | 0             | 0                 | 0                 | 0                 | 0                 | 1        | 0      | 0           | 0          |
| R. Klose      | 5             | 0             | 0             | 0             | 0                 | 0                 | 0                 | 0                 | 5        | 0      | 0           | 0          |
| R. Kortwinkel | 1             | 0             | 0             | 0             | 0                 | 0                 | 0                 | 0                 | 1        | 0      | 0           | 0          |
| G. Kuczinski  | 32            | 1             | 4             | 0             | 2                 | 0                 | 0                 | 0                 | 34       | 1      | 4           | 0          |
| K. Kudella    | 2             | 0             | 1             | 0             | 0                 | 0                 | 0                 | 0                 | 2        | 0      | 1           | 0          |
| W. Lappeneit  | 1             | 0             | 0             | 0             | 0                 | 0                 | 0                 | 0                 | 1        | 0      | 0           | 0          |
| F. Laufer     | 33            | 2             | 2             | 0             | 2                 | 0                 | 0                 | 0                 | 35       | 2      | 2           | 0          |
| L. Matuschak  | 32            | 0             | 0             | 0             | 1                 | 0                 | 0                 | 0                 | 33       | 0      | 0           | 0          |
| B. Ochmann    | 31            | 10            | 2             | 0             | 2                 | 1                 | 0                 | 0                 | 33       | 11     | 2           | 0          |
| K. Santanius  | 10            | 0             | 2             | 0             | 0                 | 0                 | 0                 | 0                 | 10       | 0      | 2           | 0          |
| K. Scheer     | 19            | 5             | 3             | 0             | 2                 | 1                 | 0                 | 0                 | 21       | 6      | 3           | 0          |
| H. Sinnigen   | 29            | 6             | 2             | 0             | 2                 | 0                 | 0                 | 0                 | 31       | 6      | 2           | 0          |
| K. Wolf       | 23            | 5             | 0             | 0             | 1                 | 0                 | 0                 | 0                 | 24       | 5      | 0           | 0          |